# Catalangate
Le Catalangate est une affaire d'espionnage, exécutée principalement avec le programme d'espionnage Pegasus du groupe NSO, contre le mouvement indépendantiste catalan. Parmi les personnes espionnées il y a eu les quatre présidents de la Generalitat de Catalunya depuis 2010, deux présidents du Parlement de Catalogne et d'autres élus, même des députés européens, ainsi que des militants, des avocats et des développeurs informatiques et, dans certains cas, leurs proches. Le rapport publié par Citizen Lab le 18 mars 2022, a identifié jusqu'à 65 victimes, un nombre beaucoup plus élevé que dans tous les cas qu'ils avaient précédemment étudiés, dépassant ceux d'Al Jazeera (36 victimes) et celui du Salvador (35 victimes). Le terme « Catalangate », qui fait référence à l'affaire du Watergate, trouve son origine dans le titre du rapport en question  largement diffusé le même jour par The New Yorker, qui a publié un rapport détaillé en couverture intitulé How Democracies Spy on their citizen (Comment les démocraties espionnent leurs citoyens), signé par le journaliste d'investigation Ronan Farrow, dont le cas catalan représentait un septième.

## Événements
Les investigations ont été menées par Citizen Lab, un laboratoire interdisciplinaire canadien, ayant son siège à la Munk School of Globale Affairs de l'Université de Toronto, orienté sur la recherche, le développement, les politiques stratégiques de haut niveau et l'engagement légal, à l'intersection des technologies de l'information et la communication, des droits humains et de la sécurité globale,.
L'enquête a commencé quand l'eurodéputé de la Gauche républicaine de Catalogne (ERC), Jordi Solé, quelques semaines avant de remplacer Oriol Junqueras au Parlement européen, en juin 2020, a soupçonné d'être victime d'espionnage de son téléphone portable et a contacté le chercheur en sécurité Elies Campo, un contributeur du Citizen Lab.
Auparavant, en 2019, Citizen Lab travaillait sur un cas d'infection de Pegasus via une faille de sécurité de WhatsApp qui avait permis, entre avril et mai 2019, de tenter d'introduire le logiciel espion dans au moins 1 400 terminaux. Parmi les personnes au courant de la situation, figurait le président du Parlement, Roger Torrent, qui a été le premier à apparaître dans les médias lorsque El País et The Guardian ont publié leurs enquêtes sur cette affaire en juillet 2020,. De la même façon, les politiciens Ernest Maragall, Anna Gabriel  —  qui vivaient en Suisse  — , le militant membre de l'Assemblée nationale catalane (ANC) Jordi Domingo, et Sergi Miquel Rodríguez, membre de l'équipe de Carles Puigdemont, ont été affectés.
La collaboration entre les victimes potentielles et Citizen Lab a permis d'identifier au moins 65 personnes attaquées ou infectées par le logiciel espions, 63 d'entre elles avec Pegasus et 4 avec Candiru, deux victimes ayant reçu les deux types d'attaque. Le chiffre réel pourrait être plus élevé car les outils de Citizen Lab sont plus développés pour les systèmes iOS alors qu'en Espagne Android prédomine (80 % en 2021). Une sélection de cas a également été analysée par le Tech Lab d'Amnesty International et les résultats ont validé de manière indépendante la méthodologie forensique utilisée. Pratiquement tous les incidents ont eu lieu entre 2017 et 2020, bien que Jordi Sánchez ait subi une tentative d'infection par SMS en 2015. Dans certains cas, et c'est une pratique courante, l'attaque s'est portée sur le téléphone de personnes proches de la cible à espionner (conjoints, frères et sœurs, parents, membres du personnel ou proches associés).
Une particularité de ce cas pour Citizen Lab a été la découverte d'une nouvelle vulnérabilité zéro clic dans iOS, qu'ils ont appelée HOMAGE, qui n'avait pas été utilisée auparavant par NSO Group et était efficace pour certaines versions antérieures à 13.2.
Dans ses conclusions, Citizen Lab déclare que "bien que nous n'attribuions pas actuellement l'opération à une entité gouvernementale spécifique, des preuves circonstancielles montrent un lien fort avec le gouvernement espagnol, en particulier compte tenu de la nature des personnes attaquées, des moments où elles se sont produites et du fait que l'Espagne soit répertoriée comme client de NSO Group ».

## Conséquences
Le 19 avril, Carles Puigdemont et Oriol Junqueras se sont présentés au Parlement européen pour dénoncer l'espionnage d'une soixantaine de dirigeants indépendantistes, une intervention à laquelle s'est jointe la Candidature de l'Unité populaire, l'Assemblée nationale catalane et l'association culturelle catalane Òmnium Cultural. John-Scott Railton de Citizen Lab a également participé, détaillant des "preuves indirectes" que des agences liées à la structure de l'État espagnol avaient utilisé Pegasus et Candiru pour infiltrer les téléphones portables des victimes à des fins politiques. Avant cela, en mars, le Parlement européen avait approuvé la création d'une commission d'enquête, appelée ‘‘commission d’enquête sur l’utilisation du logiciel espion Pegasus et de logiciels de surveillance équivalents’’, pour vérifier si le logiciel espion Pegasus a été utilisé à des fins politiques à l’encontre notamment de journalistes, de personnalités politiques ou d’avocats, y compris par la Hongrie et la Pologne, et si cette utilisation a enfreint la législation de l'Union européenne. La première réunion a eu lieu le 19 avril 2022,.
Bien que le gouvernement espagnol lui-même ait également été espionné, la proposition d'une commission d'enquête au Congrès des députés espagnol a été rejetée grâce aux votes du PSOE, du PP, de VOX et de Ciudadanos, qui ont renvoyé l'affaire à la commission des secrets officiels du Congrès des députés espagnol pour clarifier ce qui est arrivé.
Le 10 mai 2022, Paz Esteban, directrice du CNI, a été destituée pour espionnage avec Pegasus de souverainistes catalans et de membres du gouvernement espagnol. Paz Esteban avait comparu devant la commission des secrets officiels du Congrès pour s'expliquer à propos de cet espionnage.

## Liste des victimes
À l'exception de quatre personnes qui ont demandé à rester anonymes, voici la liste des victimes de l'affaire d'espionnage du Catalangate:
- Alba Bosch (activiste)
- Albano-Dante Fachín (journaliste et ancien député Catalunya Sí que es Pot)
- Albert Batet (président du groupe parlementaire Junts)
- Albert Botran (député CUP au Congrès)
- Andreu Van den Eynde (avocat de Junqueras, Torrent, Romeva et Maragall)
- Anna Gabriel (ancien député du CUP au Parlement)
- Antoni Comín (Junts MEP)
- Arià Bayé (membre de l'ANC)
- Arnaldo Otegi (secrétaire général de EH Bildu)
- Artur Mas (président de la Generalitat de 2010 à 2015)
- Carles Riera (membre CUP au Parlement)
- David Bonvehí (président de PDeCAT)
- David Fernández (ancien député du CUP au Parlement)
- David Madí (ex-secrétaire à la communication du CDC)
- Diana Riba (député européen ERC)
- Dolors Mas (femme d'affaires)
- Elías Campo (docteur) (père d'Elies Campo Cid)
- Elena Jimenez (avocat et membre d'Òmnium Cultural)
- Elies Campo Cid (ex-directeur de Telegram et WhatsApp)
- Elisenda Paluzie (président de l'ANC)
- Elsa Artadi (député Junts per Catalunya)
- Ernest Maragall (président du groupe ERC à la Mairie de Barcelone)
- Ferran Bel (député PDeCAT au Congrès)
- Gonzalo Boye (avocat de Puigdemont, Torra and Comín)
- Jaume Alonso-Cuevillas (avocat et député Junts)
- Joan Matamala (homme d'affaires) (proche de Carles Puigdemont)
- Joan Ramon Casals (ancien député Junts au Parlement, ancien directeur de cabinet du président Torra)
- Joaquim Jubert (député Junts au Parlement)
- Joaquim Torra (président de la Generalitat de 2018 à 2020)
- Jon Iñarritu (député de EH Bildu au Congrès)
- Jordi Baylina (développeur)
- Jordi Bosch (ex-directeur d'Òmnium Cultural)
- Jordi Domingo (membre de l'ANC)
- Jordi Sánchez (ex-président de l'ANC et secrétaire général de Junts)
- Jordi Solé (député européen ERC)
- Josep Costa (ancien vice-président du Parlement)
- Josep Lluís Alay (directeur du Cabinet de Carles Puigdemont)
- Josep Maria Ganyet (homme d'affaires et professeur à UPF)
- Josep Maria Jové (député ERC au Parlement and ancien secrétaire général de la vice-présidence à l'Economie)
- Josep Rius (vice-président and porte-parole de Junts, député au Parlement)
- Laura Borràs (président du Parlement)
- Marc Solsona (ancien député de PDeCAT au Parlement)
- Marcel Mauri (ancien vice-président de Òmnium Cultural)
- Marcela Topor (journaliste and compagne de Carles Puigdemont)
- Maria Cinta Cid (consultant senior à l'Hospital Clínic, professeur et médecin) (mère de Elies Campo Cid)
- Marta Pascal (secrétaire général du Parti nationaliste de Catalogne)
- Marta Rovira (secrétaire général de l'ERC)
- Meritxell Bonet (journaliste et conjointe de Jordi Cuixart)
- Meritxell Budó (ancien ministre de la Présidence)
- Meritxell Serret (député ERC au Parlement)
- Miriam Nogueras (député Junts au Congrès)
- Oriol Sagrera (secrétaire général des entreprises et du travail, ERC)
- Pau Escrich (développeur)
- Pere Aragonès (président de la Generalitat de Catalogne)
- Pol Cruz (assistant parlementaire à l'Eurochambre)
- Roger Torrent (président du Parlement de 2018 à 2020, ministre des Entreprises et du Travail)
- Sergi Miquel (député PDeCAT au Congrès, Conseil de la République)
- Sergi Sabrià (directeur du Bureau de la Stratégie et de la Communication du gouvernement, ancien député d'ERC au Parlement)
- Sonia Urpí (membre de l'ANC)
- Xavier Vendrell (ancien ministre et ancien député d'ERC au Parlement)
- Xavier Vives (développeur)